# Скрёдер, Пер-Оге
Пер-О́ге Скрёдер (норв. Per-Åge Skrøder; 4 августа 1978, Сарпсборг, Норвегия) — норвежский хоккеист, левый нападающий. Завершил игровую карьеру в 2017 году.

## Карьера

### Клубная карьера
Скрёдер начал свою карьеру хоккеиста в команде «Спарта Уорриорз», за который он отыграл один сезон в Норвежской элитной серии. Затем он отыграл два года в «Лиллехаммере», прежде чем вернуться ещё на один сезон в «Спарту». Летом 1998 года Скрёдер подписал контракт с клубом «Фрёлунда» из Шведской элитной серии. За «Фрёлунду» Пер-Оге отыграл два сезона, но хорошей результативностью так и не отметился. В сезоне 2000/01 он выступал за «Линчёпинг». Скрёдер помог «Линчепингу» перейти в Элитную серию. С 2001 по 2005 год Скрёдер играл в команде «ХВ71», с которым он в 2004 году впервые в своей карьере стал чемпионом Швеции.
Сезона 2005/06 Скрёдер провёл в «Сёдертелье». После сезона он не стал продлевать контракт с клубом, а перешёл в «МОДО». Вместе с «МОДО» Пер-Оге стал двукратным чемпионом Швеции, выиграв трофей в 2007-м году. Сезон 2008/09 стал для Скрёдера лучшим в карьере: он стал лучшим снайпером и бомбардиром Элитной серии, а также был признан игроком года в Норвегии.
В сезоне 2011/12 Скрёдер стал лучшим бомбардиром Элитной серии среди иностранцев, набрав 51 результативный балл. По окончании сезона Пер-Оге продлил с «МОДО» контракт ещё на два года.

### Международная карьера
В составе сборной Норвегии Скрёдер принял участие в юниорском чемпионате Европы 1995 и молодёжном чемпионате мира 1997 года в группе B. За основную сборную он выступал в Первом дивизионе чемпионата мира в 2002, 2003 и 2004 годах, а на чемпионате мира элитной группы: 1997,  1999, 2000, 2006, 2008, 2009, 2011 и 2012 годах. Скрёдер также принимал участие в Зимних Олимпийских играх-2010 в Ванкувере.

## Статистика
| Легенда | Легенда                    | Легенда | Легенда                   | Легенда | Легенда    |
| ------- | -------------------------- | ------- | ------------------------- | ------- | ---------- |
| И       | Количество проведённых игр | Штр     | Штрафное время            | +/−     | Плюс-минус |
| Г       | Голы                       | П       | Голевые передачи          | О       | Очки       |
| -       | Статистика неизвестна      | —       | Статистика не учитывалась |         |            |

### Клубная карьера
- a В «Плей-офф» учитывается статистика игрока в Квалификационном турнире Элитной серии.
- a В «Плей-офф» учитывается статистика игрока в Плей-аут.

## Достижения
| Год  | Команда   | Достижение                            | Достижение |
| ---- | --------- | ------------------------------------- | ---------- |
| 2001 | Линчёпинг | Выход в Элитную серию из Аллсвенскана |            |
| 2004 | ХВ71      | Чемпион Швеции (2)                    |            |
| 2007 | МОДО      | Чемпион Швеции (2)                    |            |

| Год  | Команда | Достижение                     | Достижение |
| ---- | ------- | ------------------------------ | ---------- |
| 2009 | МОДО    | Лучший снайпер Элитной серии   |            |
| 2009 | МОДО    | Лучший бомбардир Элитной серии |            |

| Год  | Команда  | Достижение                                                  | Достижение |
| ---- | -------- | ----------------------------------------------------------- | ---------- |
| 2003 | Норвегия | Лучший снайпер Первого дивизиона чемпионата мира (Группа B) |            |

| Год        | Достижение                | Достижение |
| ---------- | ------------------------- | ---------- |
| 2002, 2009 | Игрок года в Норвегии (2) |            |